# 三井由美子
三井 由美子（みつい ゆみこ、1945年9月23日 - ）は福岡県飯塚市出身の元・歌謡曲・演歌歌手。夫は作詞家・作曲家、指揮者で、ブルー・コメッツの結成にも関わったことがある登内紀夫。表裏の無い、さっぱりした性格でユーモアのセンスの豊かさで知られる。

## 来歴
十文字女子高校卒業。平尾昌晃の事務所の前で一か月 待ち続け、『瀬戸の花嫁』をこぶし入りで歌った際は平尾が大爆笑した。平尾昌晃の一番弟子として、ビクターレコード（現・ビクターエンタテインメント）よりファーストシングル『さよなら・あなた・おんな町』（B面：『霧がわたしを歩かせた』）で1972年10月にデビューしたがヒットには至らなかった。
1973年4月より放映の時代劇　必殺シリーズの第2弾「必殺仕置人」の主題歌『やがて愛の日が』（作詞：茜まさお、作曲：平尾昌晃、編曲：竜崎孝路）が12万枚を超えるヒットとなり、有線放送では2位まで上昇。オリコンチャート上位にランクインした。このヒットによって、ビクターからの期待は高まり、師匠の平尾だけでなく、なかにし礼などの有名な作詞家・作曲家に多くの曲を書いてもらう幸運に恵まれた。藤田まことや沖雅也も親しくしてくれたという。だが、2年先までスケジュールが入るという多忙さのために体調を崩してしまう。1976年、『盛り場子守歌』をリリースした。自衛隊には二人ほど熱烈なファンがいて、一人目は「僕も元気で何よりです」と言う内容の手紙を送った挙げ句にコンサート会場で包丁で刺して来たが鰐皮のバッグで避けたために死なずに済み、もう一人は「何日に三井由美子さんをお嫁にします。戦車で迎えに行きますから」と手紙が来たが事務所社長がホテルに避難させて、隊員はヘリコプターで捕獲されたという。
タバコの吸い過ぎで肺の病気となり、温泉療養のために大分県別府市へ転居。夫と共に別府市を中心に音楽活動を再開。新転地での楽曲『日豊本線もどり旅』『別府ラプソディー』は、夫が作曲した。
デビュー間もない頃はコンサートのために新幹線で名古屋へ向かい降りる際、やくざ風な男性達に尻を触られたために三井は怒って言い争いになり新幹線を普通より長く停めてしまい、その日の夕刊に「新幹線を停めた女」と書かれた（本人の証言より）。
三井が必殺シリーズの作詞家　茜まさおに二十数年振りに電話したところ、「おまえ生きとったんか？ 死んだと思ってたよ。どっきりカメラじゃないだろな。2年前にNHKホールで必殺シリーズ全員集合の番組があったけど、お前だけが居らんのでオレや平尾昌晃、マスコミが探したけど分からんで、まこっちゃん（藤田まこと）がお前の代わりに「やがて愛の日が」を歌ってくれたわ」と怒られたと言う（2013年、本人の証言より）。

## ディスコグラフィ

### シングル
1. さよなら・あなた・おんな町　c/w　霧がわたしを歩かせた（1972年10月、ビクター）
2. やがて愛の日が（作詞：茜まさお/作曲：平尾昌晃/編曲：竜崎孝路）　c/w　さすらい雀（作詞：茜まさお/作曲：平尾昌晃）（1973年4月25日、ビクター）
3. 恋じゃないのさ　c/w　お酒天国（1974年4月25日、ビクター/SV-2411）
4. 私の人生失敗（まちがい）だった（作詞：なかにし礼/作曲：平尾昌晃）　c/w　危険な愛（作詞：なかにし礼/作曲：平尾昌晃）（1975年3月、ビクター/SV-2468）
5. 盛り場子守唄　c/w　ひとり住む町（1976年2月、ビクター/SV-2521）
6. 命がけ（作詞：登内紀夫/作曲：伊藤雪彦/編曲：竜崎孝路）　c/w　ばかったれ（作詞：登内紀夫/作曲：真木憲一/編曲：竜崎孝路）（MALTESE/MON-1001）
7. 人生修羅街道（作詞：飯田新吾/作曲：亜乃洋/編曲：竜崎孝路）　c/w　北の恋唄（作詞：殿狂介/作曲：亜乃洋/編曲：竜崎孝路）（1984年9月25日、ポリドール/7DX 1336）
8. 浪花仁義（作詞：吉田旺/作曲：叶弦大）　c/w　夫婦三脚（ににんさんきゃく）（作詞：登内紀夫/作曲：亜乃洋）（1985年、ポリドール/7DX 1398）

### その他の持ち歌
1. おヘソサンバ（作詞：喜多條忠/作曲：美樹克彦）
2. 日豊本線もどり旅（作詞：吉原ひさお/作曲：登内紀夫）
3. 別府ラプソディー（作詞：片川みつよ/作曲：登内紀夫）
4. 元気でいたら